# Ipomoea habeliana
Ipomoea habeliana là một loài thực vật có hoa trong họ Bìm bìm. Loài này được Oliv. mô tả khoa học đầu tiên năm 1871.